# Discos Musart
Discos Musart est une maison de disque et un label discographique mexicain qui ont été fondés en 1948 par Eduardo Baptista Covarrubias, qui a été gérée comme une affaire de famille et un label discographique indépendant jusqu'en 2016 où elle a été acquise par la société américaine Concord Bicycle Music, réorganisée sous le nom de Concord Music Group qui en a confié le management à sa filiale Craft Recordings (en).

## Histoire

### Les débuts
Eduardo Baptista Covarrubias créée sa première entreprise de matériel phonographique, Victoria SA, au Mexique en 1921. Son premier catalogue consacré aux phonographes et à la musique enregistrée est publié en 1922, il propose quelques modèles de phonographes, fabriqués sur place, et quelques disques 78 tours produits par Okeh et Odeon.
En 1925, il acquiert à New York du matériel d'enregistrement et celui nécessaire à la confection de disques. Au bout de quelques mois, Victoria est capable de produire son premier disque et commence à enregistrer des artistes tels que Pedro Vargas, Guty Cárdenas (es), Agustin Lara et Alfonso Ortiz Tirado (es). Ses efforts son réduits à néant par le tremblement de terre de 1928 qui détruit son entreprise qu'il décide néanmoins de relever.
L'histoire des phonographes et des gramophones est déjà ancienne alors car elle remonte à la relation privilégiée qu'entretenaient Porfirio Diaz et Thomas Edison, et qui avaient vu les postes mexicaines adopter le phonographe en tant que support de courrier vocaux. Le phonographe est un objet de luxe, au Mexique, comme à peu près partout ailleurs, mais il est entré dans les mœurs.
Les possibilités d'en acquérir un, même lorsque l'on disposait de bas revenus, étaient multiples. En octobre 1928, par exemple, en Basse Californie, la brasserie Moctezuma organise une tombola dont les billets sont remis lors de l'achat de caisses de bière ou lorsqu'un client rapporte 30 capsules à l'établissement « La Perla » situé à la La Paz, et dont les prix sont : Une machine à coudre « New Home », un ensemble de meubles autrichiens et un gramophoneportable de marque Victor.
L'émigration joue un rôle clé dans la démocratisation des phonographes et des gramophones comme dans celle de nombreux appareils ménagers. L'anthropologue Manuel Gamio a souligné dans son ouvrage «  Mexican Immigration to the United States », publié en 1930, la présence de phonographes dans la vie quotidienne des immigrants mexicains, ainsi que la circulation abondante de ces articles au Mexique, apportés par ceux qui rentrent « au pays ». Selon les registres des douanes, en 1927, 2 104 personnes ont franchi la frontière, pour pénétrer sur le territoire mexicain, chargées de 270 phonographes et 2 706 disques. Le nombre d'enregistrements est sans doute sous-estimé : les œuvres qui attaquent le gouvernement sont alors confisquées par les douaniers.
La musique enregistrée joue déjà un rôle social et politique important. L'assassinat de Álvaro Obregón, en 1928, à Mexico fait l'objet d'un corrido, écrit et interprété par Samuel Margarito Lozano, dont seul le texte, sur une feuille volante en forme de tract semble avoir été conservée. Mais l'événement fait aussi l'objet d'œuvres défavorables au général, et originaires des oppositions Villiste, Zapatatiste ou Cristeriste, comme « El radiograma », enregistré par Guadalupe Guzmán et J. Rosales, chez Brunswick Radio Corporation, en 1931, à El Paso, au Texas, et dont Armando de María y Campos a rapporté la popularité dans le centre du Mexique.
Les principaux concurrents de Eduardo Baptista Covarrubias sont les entreprises de Emilio Azcárraga Vidaurreta (es) qui a acquis en 1923, la franchise de la distribution, au Mexique, des machines phonographiques et des enregistrements de Víctor Talking Machine qui fusionne en 1927 avec RCA et qui distribue ses produits depuis Monterrey. Emilio Azcárraga Vidaurreta croit au pouvoir de la radio pour augmenter les ventes de disques, dès 1925, il investit dans la station CYL dont son frère Raúl Azcárraga Vidaurreta est le directeur. Le 19 mars 1930, il inaugure à Monterrey la station XET puis le 18 septembre 1930, à Mexico, la station XEW, présentée comme « La voz de América Latina desde México » (La voix de l'Amérique latine au Mexique).
En 1933, Eduardo Baptista Covarrubias s'associe avec Gustavo Klickwort Noehrenberg qui mène des activités semblables et a produit des enregistrements sous plusieurs labels, pour créer Peerless S.A. qui possède sa propre usine de disques et son propre réseau de distribution.
En 1947, Eduardo Baptista Covarrubias décide de prendre sa retraite et cède ses parts de Peerless S.A à son associé Gustavo Klickwort Noehrenberg. Mais après un an d'inactivité, il décide de créer avec son fils Eduardo León Baptista Van der Elst, la société Pan Americana de Discos qui devient plus tard Discos Musart.
En 1948, Eduardo Baptista Covarrubias et Glen E. Wallichs, président de Capitol Records, signent à Los Angeles, un accord qui confie à Musart la distribution des disques Capitol au Mexique. Cet accord fonctionne pendant dix sept ans, jusqu'à ce que Capitol Records décide, en 1965, d'établir sa propre base d'opérations au Mexique.

### Les années 1950
En 1950, Fernando Z. Maldonado devient directeur artistique de Discos Musart qui dirige l'enregistrement d'artistes comme Consuelo Velázquez et Beatriz Murillo, et de ses propres œuvres ou interprétations. Discos Musart publie alors le premier LP qui est diffusé au Mexique, « Pobre Mariposa » enregistré par la pianiste populaire Beatriz Murillo.
Les dernières années de la décennie sont principalement marquées par la rupture entre Rogerio Azcárraga Madero, fils de Rogerio Azcárraga Vidaurreta et neveu de Emilio Azcárraga Vidaurreta, et RCA qui crée une unité de production filiale directe au Mexique. Rogerio Azcárraga Madero créée alors le label Discos Orféon. À la fin des années 1950, le marché mexicain du disque est dominé par cinq entreprises : Peerless, Orféon, Musart, CBS Records et RCA Records.
Les investissements de CBS et de RCA au Mexique font partie d'une stratégie de prise de position sur le marché global de produits à base d'électronique, et concernent tout aussi bien alors la France, l'Italie, la Suède, le Danemark, le Brésil ou Cuba.
Le Mexique où 240 radios diffusent de la musique populaire possède alors le quatrième réseau, derrière les États-Unis, la Chine et le Brésil, au monde de ce type d'équipement, et constitue un marché prometteur pour les maisons de disques.
Orféon se dote dès 1959 d'une stratégie commerciale globale, basée sur Discos Mexicanos (DIMSA), sa base d'opérations au Mexique, et passe des accords de distribution à Cuba, à Porto Rico, en Colombie, au Venezuela, en Argentine, au Brésil, en Espagne, en France, au Canada, aux États-Unis, et même au Japon, dans d'autres pays d'Extrême-Orient ou d'Afrique. La croissance de la demande en enregistrement de langue espagnole aux États-Unis l'emporte néanmoins. Il est plus profitable pour CBS ou RCA de les importer du Mexique que de produire les disques aux États-Unis car les ventes de chaque titre restent modestes. Cette situation profite néanmoins aux maisons de disques mexicaines ou texanes de langue espagnole. En 1960, les exportations de disques depuis le Mexique, dépassent en volume celles à destination des autres pays d'Amérique Latine.

### Les années 1960
En 1966, Musart passe un accord avec la société Dideca qui distribue désormais les disques Musart au Nicaragua.
En 1969, Musart signe un accord distribution avec Fantasy Records qui lui permet de distribuer au Mexique, les disques de Creedence Clearwater Revival.
En 1969, les artistes dont les oeuvres constituent les meilleures ventes de Musart sont : Alberto Vázquez, Alfredo Gutiérrez, Aniceto Molina, Antonio Aguilar, Canned Heat, Carlos Campos, Carmela y Rafael, Chelo y Su Conjunto, Creedence Clearwater Revival, Emily Cranz, Flor Silvestre, Hilda Aguirre, Jimmy Saty, Juan Torres, Lalo Gonzalez "Piporro", Los Caminantes, Los Aragon, Los Yorsy's, Los Vlamers, Lucha Villa, Massiel, Monna Bell, Mike Laure, Olga Guillot, Romanticos de Cuba, The Ventures.
En 1969, Musart crée deux sous-labels : Trebol (Trèfle) et Oasis. Trebol, dont les disques portaient une étiquette noire au lettrage blanc et un semi de trèfles à quatre feuilles multicolore, sert jusqu'au milieu des années 1990 à publier les disques d'artistes moins connus ou à republier d'anciens succès. L'existence du sous label Oasis est éphémère.
Les disques de Musique norteña, publiés par Musart, portent dès cette époque une étiquette jaune citron au lettrage noir qui comporte à gauche un figuier de barbarie, schématisé sous la forme d'un dessin en noir, et à droite le terme « Norteño ».

### Les années 1970
Eduardo Baptista Covarrubias décède au début de l'année 1972,.
Les rapports de Musart avec la politique mexicaine ont parfois été complexes et conflictuels. En 1970, le producteur mexicain Guillermo Acosta Segura, directeur artistique de Musart, a l'idée d'associer le compositeur et chef-d'orchestre vénézuélien Aldemaro Romero et la chanteuse d'origine chilienne Monna Bell afin de promouvoir au Mexique, le style musical « Onda Nueva » (Nouvelle Vague), mélange original de jazz, de bossa nova et de musique traditionnelle vénézuélienne, principalement basé sur le Joropo, qu'Aldemaro Romero a développé. L'album qui en résulte est apprécié par la critique, mais déplait tant par le choix des titres que par le parti-pris de sa pochette au Secrétaire à l'Intérieur, Mario Moya Palencia (en), qui y voit une dimension insultante pour le peuple mexicain, et sabote la diffusion en jouant de ses relations afin de paralyser les actions de promotion et en faisant pression sur les stations de radio afin qu'elles ne le diffusent pas. L'album, initialement tiré à 3 000 exemplaires, ne se vend pas. Musart tente de le reproposer l'année suivante, sous une nouvelle couverture, sous le titre « Mona Bell canta a México », et changeant l'ordre des chansons, mais les ventes n'en sont pas meilleures,.
En 1971, Guillermo Acosta Segura quitte l'entreprise pour créer son propre label Discos GAS et débauche un certain nombre de vedettes de Musart notamment : Eulalio González "Piporro", Manolo Muñoz, Alberto Vázquez, Gloria Lasso, Roberto Sasian, La Sonora Veracruz de Pepe Vallejo, Carmela y Rafael.

### Les années 1980
En 1983, peu de temps avant son décès qui survient en 1986, Ramón Sabat, propriétaire du label historique Cubain Panart cède les matrices qu'il a ramenées de Cuba à Miami et les droits attachés au catalogue Panart à Wilhelm Ricken qui possède à Caracas, au Vénézuéla, le label T.H. Records (ou (Top Hit Records). Wilhelm Ricken cède, à son tour, les matrices et les catalogues dont il est propriétaire, à Musart en 1995,.

### Les années 2000
En 2001, les principales maisons de disques mexicaines (Sony, dirigée par Roberto López, Universal, dirigée par Víctor González, EMI, dirigée par Robbie Lear, Warner, de, dirigée par Tomás Rodríguez, Univisión Music, dirigée par Joe Uva, Musart, dirigée par Eduardo Antonio Baptista Lucio, Multimusic, dirigée par Luis San Martín, Compañía Fonográfica Internacional, dirigée par José Morales et Orfeón, dirigée par Rogerio Azcárraga) se regroupent au sein de Somexfon afin de collecter plus efficacement les redevances que doivent leur verser les médias, radios et télévisions, et les établissements commerciaux qui diffusent de la musique. Les premières tentatives de procédures de Somexfon contre Televisa et TV Azteca sont rejetées par le tribunal qui ne considère pas suffisantes les preuves qui lui sont présentées. Une procédure à l'encontre de Radio Centro (es) est annulée à cause d'une erreur de procédure, mais, en 2012? celle contre Groupe ACIR (es) et ses stations de radios Nueva Amor et Digital 99.3 Sólo Exitos constitue une première victoire : ACIR est condamné à reverser à Somexfon 40% des recettes publicitaires générées par les stations Radio Integral et Radio Frecuencia Modulada, entre 1997 et 2007.
Le 29 septembre 2012, Eduardo Antonio Baptista Fernández, l'un des fils de Eduardo Baptista Lucio, qui dirige Edimusa, la branche éditoriale du groupe, ainsi que de Vander Music aux États-Unis, décède brusquement à l'âge de 38 ans,.

## Patrimoine et organisation actuelle
La division « Musique enregistrée » de Discos Musart comprend quatre labels : Discos Musart, Balboa Records, Panart et Top Hits. Elle détient des droits sur plus de 72 000 œuvres et conserve les matrices de 5,000 albums. Ce patrimoine est valorisé avec l'aide et le soutien de Craft Recordings, la filiale spécialisée dans la valorisation des catalogues de Concord Music Group, Inc. qui assure son pilotage au sein du groupe.

## Artistes

### Vedettes emblématiques
- Alberto Vázquez (es)
- Alfredo Gutiérrez (es)
- Antonio Aguilar
- Bienvenido Granda (es)
- Carlos Campos
- Carmela y Rafael (es)
- Chalino Sánchez
- Cornelio Reyna (es)
- Eulalio "Lalo" González "El Piporro" (es)
- Eva Garza (en)[26].
- Flor Silvestre (es)
- Gloria Lasso
- Jimmy Santi (es)
- Joan Sebastian
- José Luis Gazcón Godínez
- Julio Jaramillo
- Los Camisas Negras
- Los Tres Caballeros
- Lucero
- Luis Arcaraz (es)
- Massiel
- Miguel y Miguel
- Monna Bell (es)
- Olga Guillot
- Pepe Aguilar (es)
- La Sonora Matancera
- Zayda y los Culpables (en)

### Vedettes confirmées
- Alberto Vázquez (es)
- Aniceto Molina
- Caballo Dorado
- Chelo y Su Conjunto
- Emily Cranz (en)
- Eliseo Robles y Los Bárbaros del Norte
- Los Felinos
- Grupo Algodón
- Grupo Climax (es)
- Grupo Libra
- Hilda Aguirre (es)
- Los Angeles Azules
- Los Aragon
- Los Vlamers
- Los Yorsy's
- Mario “El Cachorro” Delgado
- Martin Ayala Y su Grupo Tierra Yaqui
- Mike Laure
- Osskar "Lobo" (Oscar Fuentes Atilano)
- Pancho Barraza
- Paquita la del Barrio
- Super Mer Ka 2

### Artistes actuels
- Agresivos de la Sierra[27].
- Banda Brava
- Banda La Costeña
- Banda Pachuco
- Banda Pelillos
- Chemaney
- Banda Cuisillos
- Los Enamorados de Tierra Caliente
- Grupo Amarrado
- Inma Ortiz
- Junior Klan
- Grupo La Farsa
- La Llegadora (Banda Sinaloense)[note 8]
- Grupo Laberinto
- La Herencia de Tierra Caliente
- La História Musical de México
- Los Hijos del Pueblo
- Los Pajaritos de Tacupa
- Los Player's De Tuzantla
- Mercedes Castro
- Mike Laure
- Michel "El Buenon"
- Sergio Antonio
- Los Tremendos
- Grupo Tornado

### Ouvrages et articles
- (en) Deborah R. Vargas, Dissonant Divas in Chicana Music : The Limits of la Onda, Minneapolis, University of Minnesota Press, 2012, 313 p. (ISBN 978-0-8166-7316-2 et 978-0-8166-7317-9, lire en ligne).
- (en) Eric Zolov, Refried Elvis: The Rise of the Mexican Counterculture, Berkeley, Los Angeles, California, University of California Press, 5 juillet 1999, 349 p. (ISBN 0-520-20866-8 et 0-520-21514-1, lire en ligne).
- (en) Otto Mayer Serra, « International News Reports Mexico : Mexico », Billboard, New York, Nielsen Business Media, Inc., vol. 78, no 29,‎ 16 juillet 1966 (ISSN 0006-2510, lire en ligne).
- (en) Dennis M. Spragg, V-DISCS (Notice of The Glenn Miller Archive at University of Colorado), Boulder, University of Colorado, septembre 2013, 6 p. (lire en ligne).
- (en) Mark Skinner Watson, Chief of Staff: Prewar Plans and Preparations, Washington, D.C., Center of Military History United StateS Army, coll. « United States Army in World War II / The War Department », 1991 (1re éd. 1950) (OCLC 5062983, lire en ligne).
- (en) United States. Congress. Senate. Special Committee Investigating the National Defense Program, Investigation of the National Defense Program : U.S. Army Recreational Facilities and Activities, Washington D.C., U.S. Government Printing Office, 1942, partie 10.
- (es) Armando de María y Campos, La Revolución Mexicana a través de los corridos populares., Mexico, Biblioteca del Instituto Nacional de Estudios Históricos de la Revolución Mexicana, 1962 (OCLC 3102864) :« En el centro del país se cantó mucho un corrido en el que el trovador simula haber recibido un radiograma del infierno con motivo de la muerte del general Obregón y su llegada a aquel simbólico lugar en el que es natural que se encuentra -¿y en que otro se los podía encontrar?- a sus compañeros de armas de la Revolución Mexicana. El corridista lo hace dialogar con todos ellos y pone en boca de unos y de otros frases que de haber sido posible este diálogo, tal vez habrían pronunciado dichos personajes.

(Au centre du pays on a beaucoup chanté un corrido dans lequel le Trovador prétend avoir reçu un radiogramme de l'enfer à l'occasion de la mort du général Obregón et de son arrivée à ce lieu symbolique où il est naturel qu'il se trouve - et où ? Dans quel autre lieu pourrait-il les trouver ? - ses camarades d'armes de la révolution mexicaine (se trouvent aussi). Le corridista le fait dialoguer avec tous et met dans leurs bouches des deux phrases qui si ce dialogue avait été possible, ces personnages auraient pu dire.). ».
- (es) Jaddiel Díaz Frene, « Discos sediciosos y volantes prohibidos : .La muerte de obregón entre La censura y el ingenio popular », Historia Mexicana, El Colegio de México, Ciudad de México, El Colegio de México, vol. 70, no 2,‎ avril-juin 2018, p. 43 (ISSN 0185-0172 et 2448-6531, lire en ligne).
- (es) Jaddiel Díaz Frene, « A las palabras ya no se las lleva el viento : apuntes para una historia cultural del fonógrafo en México (1876-1924) », Historia mexicana, Ciudad de México, Scientific Electronic Library Online (SciELO) México,‎ juillet./septembre. 2016 (ISSN 2448-6531 et 0185-0172, lire en ligne).
- (en) Eduardo Baptista Covarrubias, « The Record Industry in Mexico », Billboard, New York, Nielsen Business Media, Inc., vol. 82, no 9,‎ 28 février 1970 (ISSN 0006-2510, lire en ligne).
- (en) International News Report, « Mexican Disk Pioneer Dies », Billboard, New York, Nielsen Business Media, Inc., vol. 84, no 9,‎ 26 février 1972 (ISSN 0006-2510, lire en ligne).

### Ressources en ligne
- (es) « Agresivos de la Sierra - Biografía », sur Telepaisa, Música Telepaisa México (consulté le 20201130).
- (en) « The Musart Group », sur Concord Music Group, Inc (consulté le 30 novembre 2020).
- (es) Judy Cantor-Navas, « El Mundo de Panart Records : El sello discográfico que trazó la evolución de la música Cubana en los años 40 y 50. su legado perdura hasta hoy. 'L'héritage duu label discographique qui a tiré l'évolution de la musique Cubaine dans les années 1940 et 1950, survit de nos jours.). », Coleccion Gladys Palmera, Madrid, Radio Gladys Palmera, 25 juillet 2020.
- (en) Judy Cantor, « When Cuba Sang », sur Miami News Times, Miami New Times, Miami, Miami New Times, LLC., 26 décembre 1996.
- (es) « Monna Bell y Aldemaro Romero: La Onda Nueva en México », La Factoría del Ritmo, Santander, Asociación Cultural Y Dale Ritmo!, 3 juillet 2007.
- (es) Melissa Salazar, « Discográfica en México », sur Prezi, San Francisco, Californie, États-Unis, Budapest, Prezi, 21 mars 2012.
- (es) Estefany Valladares, « El gran imperio de Azcárraga Vidaurreta: de XEW a Televisa », Red Internacional La Izquierda Diario, México, Movimiento de los Trabajadores Socialistas, 27 mars 2020.
- (es) « Biografía Emilio Azcárraga Vidaurreta », sur Empresarios y Empresas (consulté le 1er décembre 2020).
- (es) Homero Arriaga Barrera, « Emilio Azcárraga Vidaurreta, Un Gigante de la Comunicación », sur Ventaneando, 3 novembre 2017.
- (es) Erika Roa, « La historia completa de la dinastía Azcárraga », sur Quien, Quien, Ciudad de México, Expansión, S.A. de C.V., 20 septembre 2019.
- (en) « The Evolution of Records: From Shellac to Vinyl », sur Gray’s Auctioneers, Cleveland, Ohio, Gray’s Auctioneers Inc., 20 février 2019.
- (en) « V-Disc : The story of the American military record label during WWII », sur Save the Vinyl, 4 décembre 2020.
- (en) Ed Christman, « Concord Bicycle Music Acquires Mexican Indie Musart Music Group », sur Billboard, Los Angeles, MRC Media and Info, 21 avril 2016
- (es) « Nuestros socios y su obra : Samuel Margarito Lozano », Biografias, sur SACM, Ciudad de México, Sociedad de Autores y Compositores de México (consulté le 5 décembre 2020).
- (en) « El Radiograma - Parte I, by G. Guzman Y J. Rosales », sur The Strachwitz Frontera Collection, Los Angeles, California, UCLA Chicano Studies Research Center, the Arhoolie Foundation, and the UCLA Digital Library C/S AF (consulté le 5 décembre 2020).
- (es) Discos Musart, « Duelo de Discos Musart / Balboa Records por el fallecimiento del Lic. Eduardo O. Baptista Fernández », sur facebook @discosmusart, 1er octobre 2012.
- (en) Leila Cobo, « Eduardo Baptista Fernandez, Head of Editorial Edimusa and Vander Music, Dies », sur Bilboard, Billboard, New York, Billboard Media, LLC, 2 octobre 2012.
- (es) Andrés Lang, « La polémica historia de Discos Musart », sur Radio Quelite, Acapulco, Radio Quelite, 30 septembre 2019.
- (es) « "Trébol" or "Discos Trébol" », sur Discogs, Portland, Oregon, Discogs (consulté le 11 décembre 2020).
- (es) « Tiempo de Negocios : Tras seis amparos, la Somexfon vence a Nueva Amor y Digital 99.3 de Grupo Acir », sur El Impartial, El Imparcial, Hermosillo, Impresora y Editorial S.A. de C.V., 20 mars 2012.
- (en) « Discos Capitol De Mexico, S.A.(1965-1970) », sur Discogs.
- (es) « Nuestros socios y su obra : Fernando Z. Maldonado », sur SACM, Ciudad de México, Sociedad de Autores y Compositores de México (consulté le 22 décembre 2020).